# Lola-Aston Martin B09/60
El Lola Aston Martin B90/60, también conocido como Aston Martin DBR1-2, es un prototipo de Le Mans construido por Lola Cars International y codesarrollado por Prodrive para su uso por Aston Martin Racing. Este es el primer prototipo en llevar el nombre de Aston Martin desde el AMR1 en 1989. El nombre interno para el auto del Aston Martin, DBR1-2, se refiere al chasis DBR1 el cual ganó seis carreras en 1959 en camino a ganar el Campeonato Mundial de Resistencia como también las 24 Horas de Le Mans del mismo año.

## Desarrollo
El B90/60 es una evolución del diseño del LMP1 del Lola B08/60 usado por Aston Martin Racing en el 2008. Como antes este uso el mismo motor V12 de 6.0 litros del Aston Martin DBR9 GT1, pero con restrictores de aire más largos que permitían un incremento 50 caballos de potencia debido al uso de un motor basado en producción. Este V12 era un poco más pesado, más largo y más largo que los motores cliente de carreras. La caja de cambios estándar del Lola fue reemplazada por una Xtrac de 6 velocidades más compacta el cual operaba con paddle shift. Una característica inusual del auto es la refrigeración de frenos trasero, el cual envía el aire a través de dos ventiladores y elimina los ductos de frenos en la carrocería.